# TNA Digital Media Championship
Le TNA Digital Media Championship est un championnat de catch inter-genre utilisé par Total Nonstop Action Wrestling.

## Histoire
Le 30 septembre 2021, Impact Wrestling annonce la création du Impact Digital Media Championship et qu'un tournoi va permettre de désigner le premier champion à Bound For Glory.

## Historique des règnes
| #  | Catcheur        | Nombre de règnes | Date             | Durée     | Lieu                     | Événement               | Notes | Réf   |
| -- | --------------- | ---------------- | ---------------- | --------- | ------------------------ | ----------------------- | --- | ----- |
| 1  | Jordynne Grace  | 1er              | 23 octobre 2021  | 103 jours | Las Vegas (Nevada)       | Bound for Glory (2021)  | |       |
| 2  | Matt Cardona    | 1er              | 21 janvier 2022  | 127 jours | Pembroke Pines (Floride) | Impact!                 | Diffusé le 3 février 2022. | [ 2 ] |
| 3  | Rich Swann      | 1er              | 28 mai 2022      | 35 jours  | Las Vegas (Nevada)       | Revolver Vegas Vacation | |       |
| 4  | Brian Myers     | 1er              | 1er juillet 2022 | 113 jours | Atlanta (Géorgie)        | Against All Odds (2022) | |       |
| 5  | Joe Hendry      | 1er              | 22 octobre 2022  | 266 jours | Las Vegas (Nevada)       | Impact!                 | Diffusé le 10 novembre 2022. | [ 3 ] |
| 6  | Kenny King      | 1er              | 15 juillet 2023  | 55 jours  | Windsor (Ontario)        | Slammiversary (2023)    | |       |
| 7  | Tommy Dreamer   | 1er              | 8 septembre 2023 | 127 jours | White Plains (New York)  | Victory Road (2023)     | |       |
| 8  | Crazzy Steve    | 1er              | 13 janvier 2024  | 97 jours  | Las Vegas (Nevada)       | Hard to Kill (2024)     | |       |
| 9  | Laredo Kid      | 1er              | 20 janvier 2024  | 29 jours  | Las Vegas (Nevada)       | Rebellion (2024)        | |       |
| 10 | A.J Francis     | 1er              | 19 mai 2024      | 61 jours  | Newport (Kentucky)       | TNA Impact              | |       |
| 11 | PCO             | 1er              | 20 juillet 2024  | 187 jours | Montréal                 | Slammiversary (2024)    | Dans un Montréal Street Fight également pour le Canadian International Heavyweight Championship. | [ 4 ] |
| 12 | Steph De Lander | 1er              | 23 janvier 2025  | 180 jours | San Antonio, Texas       | TNA Impact              | Dans le scénario , De Lander a reçu le championnat à la suite d'un divorce avec PCO, qui était son mari dans le scénario ; dans la vraie vie, le contrat de PCO avec la TNA a expiré, et le 19 janvier, PCO a fait une apparition à un événement de Game Changer Wrestling (GCW) dans lequel il a légitimement exprimé ses griefs avec la direction de la TNA, avant de tenter de détruire la ceinture de championnat avec une masse. |       |

## Règnes combinés
| Signe | Notes                       |
| ----- | --------------------------- |
|       | Travaille toujours à la TNA |

| Rang | Champion        | Nombres de Règnes | Jours combinés |
| ---- | --------------- | ----------------- | -------------- |
| 1    | Joe Hendry      | 1                 | 266            |
| 2    | PCO             | 1                 | 187            |
| 3    | Tommy Dreamer   | 1                 | 127            |
| 3    | Matt Cardona    | 1                 | 127            |
| 5    | Brian Myers     | 1                 | 113            |
| 6    | Crazzy Steve    | 1                 | 97             |
| 7    | Jordynne Grace  | 1                 | 90             |
| 8    | AJ Francis      | 1                 | 61             |
| 9    | Kenny King      | 1                 | 55             |
| 10   | Rich Swann      | 1                 | 35             |
| 11   | Laredo Kid      | 1                 | 29             |
| 12   | Steph De Lander | 1                 | 180            |